# Asthenargus matsudae
Asthenargus matsudae är en spindelart som beskrevs av Saito och Ono 200. Asthenargus matsudae ingår i släktet Asthenargus och familjen täckvävarspindlar. Inga underarter finns listade.